# Petrunivka, Krîjopil
Petrunivka (în ucraineană Петрунівка) este un sat în comuna Djuhastra din raionul Krîjopil, regiunea Vinnița, Ucraina.

## Demografie
Componența lingvistică a localității Petrunivka
     Ucraineană (100%)
Conform recensământului din 2001, toată populația localității Petrunivka era vorbitoare de ucraineană (100%).